# Uprawa roślin

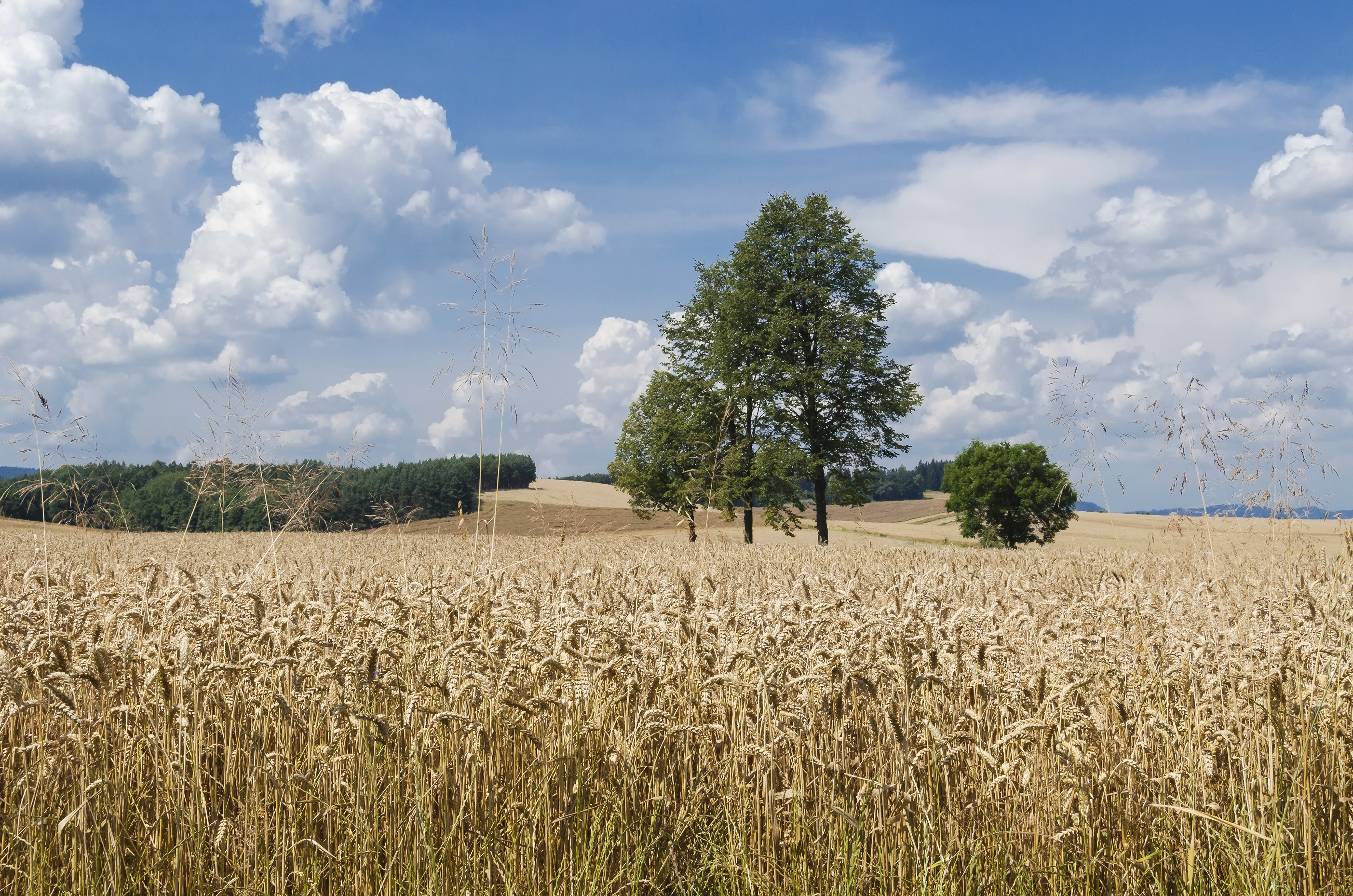
Uprawa pszenicy w Raszkowie

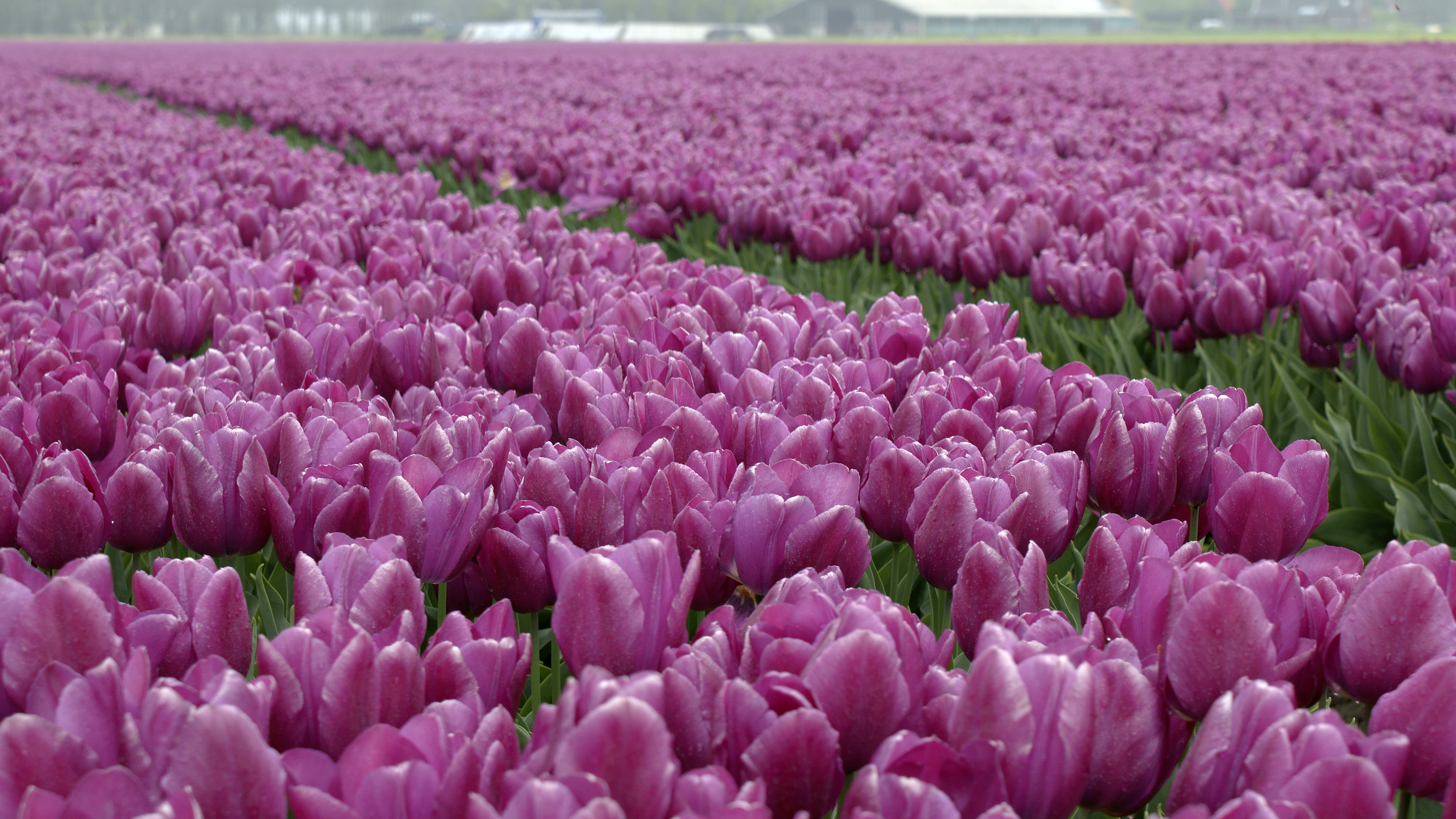
Uprawa tulipanów w Holandii

Uprawa roślin – całokształt zabiegów stosowanych w produkcji roślinnej, obejmujących uprawę roli, nawożenie, siew i sadzenie roślin, pielęgnację, zbiór i przechowywanie plonów. Zabiegi te mają na celu otrzymanie jak najwyższych plonów.
Termin ten odnosi się także do dziedziny nauk rolniczych. Badania naukowe w zakresie uprawy roślin prowadzone są celem znalezienia efektywniejszych sposobów uprawy. W Polsce prace naukowo-badawcze w tej dziedzinie prowadzą m.in.: uczelnie rolnicze, Instytut Uprawy, Nawożenia i Gleboznawstwa, Centralny Ośrodek Badania Odmian Roślin Uprawnych.